# La Junta, Puebla
La Junta är en ort i Mexiko.   Den ligger i kommunen Cuayuca de Andrade och delstaten Puebla, i den sydöstra delen av landet, 140 km sydost om huvudstaden Mexico City. La Junta ligger 1 190 meter över havet och antalet invånare är 166.
Terrängen runt La Junta är huvudsakligen kuperad, men den allra närmaste omgivningen är platt. Runt La Junta är det glesbefolkat, med 17 invånare per kvadratkilometer. Närmaste större samhälle är Ahuatlán, 12,1 km nordväst om La Junta. I omgivningarna runt La Junta växer huvudsakligen savannskog.